# Gustave Lévy
Pour les articles homonymes, voir Lévy.
Gustave Lévy est un architecte français, né le 20 août 1826 à Strasbourg et décédé le 19 janvier 1885 au Bouscat.
Son nom demeure associé au développement architectural de la ville de Pau et de la cité thermale d'Eaux-Bonnes sous le Second Empire et la Troisième République.

## Biographie
Gustave Lévy étudie l’architecture à l’École nationale des Beaux-Arts de Paris, de 1849 à 1853, dans l’atelier de Guillaume-Abel Blouet.
En 1856 il devient après concours l’architecte du département français des Basses-Pyrénées à Pau, fonction qu’il occupe jusqu’en 1879.
En tant qu’architecte départemental il est responsable des chantiers de construction publique, du financement et du style adopté devant l’administration centrale. Il a en parallèle la possibilité de poursuivre son activité libérale. Dans le cadre de sa charge, qu’il assume durant plus de vingt ans, Gustave Lévy construira, aménage à Pau et dans le reste du département nombre de bâtiments civils et religieux.
En février 1871, il proteste par voie de presse contre l’annexion par l'Empire allemand de sa province d’origine, l’Alsace, entérinée par le traité de Francfort (10 mai 1871).
En 1878, son épouse, Louise Cardozo (Saint-Esprit, 1842 - Pau, 1878), meurt à l’âge de 38 ans peu après avoir donné naissance à leur septième enfant.
Gustave Lévy meurt en 1885 au Castel d’Andorte (Le Bouscat), un établissement de soins spécialisé en santé mentale, situé au sein d’un grand jardin paysager (aujourd’hui parc de la Chêneraie) et dont le pavillon central est dû à l’architecte François Lhote. Il a pour petit-fils le peintre et artiste décorateur Jean Léon (Pau, 1893 - Gourdon, 1985).

## Réalisations

### Architecture civile
- Pau : asile départemental d’aliénés Saint-Luc (actuel centre hospitalier des Pyrénées), dont la construction démarre en 1865. Modèle du progrès social, il est présenté à l’Exposition universelle de 1878[8].

- Pau : maison d’arrêt (no 14, rue Viard), construite entre 1880 et 1888[9].

- Pau : hôtel de Ville - Théâtre Saint-Louis[10]. G. Lévy, chargé de la mise en œuvre des plans de Lefranc, imagine un théâtre à l’italienne et une salle des fêtes. Inauguré en 1862, le bâtiment est racheté en 1876 pour être partiellement transformé en mairie (inscrit MH - 2017)[11].

- Eaux-Bonnes : entre les années 1850 et le début des années 1870, Gustave Lévy préside les travaux de la station thermale. Très productif, il réalise notamment l’agrandissement de l’établissement thermal, l'hôtel des Princes (inscrit MH - 2002), le pavillon de la Source Froide, l’Hospice Sainte-Eugénie, les Thermes d’Orteig et les bains ordinaires[12].

### Architecture religieuse
- Arbus : église paroissiale Saint-Mamer (reconstruction)[13]
- Arzacq-Arraziguet : église paroissiale Saint-Pierre (construction)[14]
- Aubertin : église paroissiale Saint-Augustin (construction)[15]
- Beuste : église paroissiale Saint-Jean-Baptiste (construction)[16]
- Bilhères : église paroissiale Saint-Jean-Baptiste (agrandissement)[17]
- Boeil-Bezing : église paroissiale Saint-Vincent-Diacre (reconstruction)[18]
- Bordes : église paroissiale Saint-Germain-d'Auxerre (construction ; achèvement des travaux sous la direction de l’architecte Maurice Lévy, frère de Gustave Lévy)[19]
- Bougarber : église paroissiale Notre-Dame (clocher)[20]
- Eaux-Bonnes : église paroissiale Saint-Jean-Baptiste Notre-Dame-des-Infirmes (reconstruction)[21]
- Eaux-Bonnes : temple de protestants (construction)[12]
- Esquiule : église paroissiale de l'Immaculée-Conception (reconstruction)[22]
- Garlin : église paroissiale Saint-Jean-Baptiste (reconstruction)[23]
- Maucor : église paroissiale Saint-Jean-Baptiste (reconstruction)[24]
- Ouillon : presbytère (reconstruction)[25]
- Portet : église paroissiale Saint-Laurent (reconstruction)[26]
- Rontignon : église paroissiale Saint-Pierre (achèvement)[27]
- Saint-Faust : église paroissiale Saint-Jean-Baptiste (construction)[28]